# Willy William
Willy William etait un disc-jockey, chanteur et auteur-compositeur-interprète, franco-jamaïco-mauricien, né le 27 juin 1981 à Fréjus dans le Var. Il est également un ex-membre du Collectif Métissé.

## Biographie
Willy William est né le 27 juin 1981 à Fréjus. Il est ex-membre du groupe Collectif Métissé et se lance ensuite dans une carrière solo qui débute en 2013 avec la reprise du succès d'Alain Ramanisum Li Tourner par DJ Assad.
En novembre 2015, Willy William sort Ego qui se classe dans les meilleures ventes de single en France, Belgique et Italie. Un deuxième single On s'endort avec Keen'V poursuit la promotion de la sortie de son premier album Une seule vie.
En 2017, Willy William devient ambassadeur du Mans. Il forme un duo avec le chanteur colombien J Balvin et lance Mi gente, un remix de son single Voodoo Song. Le 29 septembre 2017, il sort le remix de « Mi gente » en featuring avec Beyoncé toujours accompagné de J Balvin.
En 2019, Willy William remporte une distinction au BMI Award 2019, dans la catégorie : chanson latine contemporaine de l'année, Avec le titre Mi gente de J Balvin. Mi gente gagnera ensuite aussi un MTV VMA le 20 Aout 2018.
À l'heure actuelle, son tube Ego est l'un des clips francophones les plus visionnés sur YouTube, après avoir atteint plus de 1 milliard de vues.
Willy William est aussi un des rares artistes au monde à faire partie du Spotify Billions Club, depuis que Mi gente a surpassé le milliard de streams.
En 2022 il sort la chanson Trompeta qui sample la chanson Infinity de Guru Josh qui rentre dans les classements aux Pays-Bas, en Belgique et en France.
En 2023 la chanson Mi gente avec J Balvin a atteint 3,2 milliards de vues sur Youtube et 1,3 milliard de streams sur Spotify.

## Discographie

### Singles

#### Artiste principal
- 2011 : Hula Hoop (avec Lylloo)
- 2011 : Baila (avec Lylloo)
- 2013 : Dis-lui que tu l'aimes (avec Les Princesses)
- 2014 : Tête épaules genoux pieds (avec Xee & Big Ali & Jessy Matador)
- 2015 : Te Quiero
- 2015 : Ego
- 2016 : On s'endort (feat Keen'V)
- 2016 : Qui tu es ?
- 2016 : Paris (feat Cris Cab)
- 2016 : R.Q.T. (Rien Que Toi)
- 2017 : Voodoo Song
- 2017 : Mi gente (avec J Balvin)
- 2017 : Morosita (avec Karmin Shiff feat El Cata)
- 2018 : Il fait trop chaud (avec Papa Rital feat Mike Sentino)
- 2018 : La la la
- 2019 : Highway (avec Cheat Codes & Sofia Reyes)
- 2020 : Loco (avec SWACQ)
- 2020 : Bollywood (avec Sandro Silva)
- 2021 : Mambo (avec Sean Paul & Play-N-Skillz & Steve Aoki & El Alfa & Sfera Ebbasta)
- 2021 : Good Vibes (avec Dynasty The King & Richie Loop)
- 2022 : Trompeta
- 2022 : Solo (avec Will.i.am & Lali)
- 2022 : Tuki Tuki (Remix) (avec Pucho Y Tucutu & Gente de Zona feat Motiff & Tony Succar)
- 2022 : Pata Pata
- 2022 : Enchanté (avec Minelli & YouNotUs & Malik Harris)
- 2023 : Bandera (avec Play-N-Skillz)
- 2023 : Helicopta Ritual (avec Edalam)
- 2023 : Boom Boom Boom Boom!! (avec Vengaboys)
- 2023 : Life is Life (C'est la vie)

#### Collaborations
- 2010 : C Show (Les Jumo feat Willy William & Vybrate)
- 2010 : Playground (DJ Assad feat Big Ali & Willy William)
- 2010 : Dans ma party (LJ feat Willy William)
- 2011 : Si t'es chaud (Edalam feat Willy William)
- 2011 : I'm free (Alan Pride feat Willy William)
- 2012 : 1, 2, 3 (Little King feat Willy William)
- 2012 : Jusqu'au bout de l'été (LJ feat Willy William)
- 2013 : Es tu fiesta (Ridsa feat Willy William)
- 2013 : Je n'ai pas eu le temps (Ridsa feat Willy William & Ryan Stevenson)
- 2013 : Li Tourner 2013 (DJ Assad feat Alain Ramanisum & Willy William)
- 2013 : I like to move it 2013 (R Jam feat Willy William)
- 2013 : Ti gwada (Miky Uno feat Willy William)
- 2014 : Cha cha cha (Atim feat Willy William)
- 2014 : Me gusta (R'AN feat Jose de Rico & Willy William & Anna Torres)
- 2014 : La dolce vita (Papa Rital feat Willy William)
- 2014 : Alalila (Le Sega) (DJ Assad feat Denis Azor & Mario Ramsamy & Willy William)
- 2014 : La demoiselle (Miky Uno feat Willy William)
- 2014 : À l'italienne (Les Jumo feat Willy William)
- 2014 : C'est l'été (NPLV feat Willy William)
- 2015 : Le bordel (Miky Uno feat Willy William)
- 2015 : Ne m'oublie pas (Carmelo feat Willy William)
- 2015 : Helicopta Collector (DJ Kikfat feat Edalam & Willy William)
- 2015 : Englishman in New York (Cris Cab feat Tefa & Moox & Willy William)
- 2015 : I'm drunk bitch (Alan Pride feat Willy William)
- 2015 : Lipstick (Sophia Del Carmen feat Willy William)
- 2015 : Keep My Cool (We Are I.V remix) (Madcon feat Willy William)
- 2016 : The music (Skarra Mucci feat Willy William)
- 2016 : À l'envers (Lumberjack feat Jorel & Willy William)
- 2017 : Embalé li (DJ Assad feat Benjam & Willy William)
- 2018 : Lungomare latino (Guè Pequeno feat Willy William)
- 2018 : Goodbye (Jason Derulo & David Guetta featuring Nicki Minaj & Willy William)
- 2022 : Como te Llamas (Irama feat Willy William)
- 2023 : Li Tourner 2023 (DJ Assad feat Alain Ramanisum & Willy William)
- 2025 : Cuentale (David Guetta & Willy William & Nicky Jam)

#### Remixes
- 2003 : Tragédie - Hey oh (Reggae Remix) (Feat Lord William)
- 2006 : Humphrey - A Quoi Bon L'amour (Remix Reggaeton by DJ Willy William)
- 2007 : Human Machine feat Sweety I Vs Vibrations Inc - Ô Lord (Dancehall Willy William remix)
- 2008 : Big Ali feat Gramps Morgan - Hit the Floor (Willy William remix)
- 2008 : Soma Riba - Femme libérée 2008 (Willy Williams mix)
- 2009 : Sandy Ground Factory feat L'Saï - Move Ya Body (Remix by Willy William)
- 2009 : Tom Fontaine - Born to Win (Willy William remix)
- 2009 : Jessy Matador - Mini Kawoulé (Willy William remix)
- 2009 : Damaniak - Haut ! (Remix by Willy William)
- 2009 : Collectif Métissé - Laisse-toi aller bébé (Willy William remix)
- 2009 : Collectif Métissé - On n'est pas couché (Willy William remix)
- 2010 : Collectif Métissé - Collectif Métissé (Willy William remix)
- 2010 : Lady Gaga - Eh, Eh (Nothing Else I Can Say) (Willy William remix)
- 2010 : DJ Pep's feat Shake & Clearly - Jump Up (Willy William remix)
- 2010 : Calientes - Pero yo canto (Willy William remix)
- 2010 : DJ Assad feat Vincent Brasse - For Your Eyes (Willy William remix)
- 2010 : Sany Africa - 100% décalé (Willy William remix)
- 2010 : Collectif Métissé - Debout pour danser (Willy William remix)
- 2010 : Olymyta - Danse avec moi (Willy William remix)
- 2011 : Collectif Métissé - Destination Rio (Willy William remix)
- 2011 : Olmyta feat Kymaï - Tout le monde d'accord (Willy William remix)
- 2011 : Calientes - Pero Yo Campo (Willy William club remix)
- 2011 : Sany Africa feat Sam'Plays - On est là (Willy William remix)
- 2011 : Collectif Métissé - Laisse tomber tes problèmes (Willy William remix)
- 2011 : Collectif Métissé - Sexy Lady (Willy William remix)
- 2011 : Gala - Freed from Desire 2011 (Willy William club edit)
- 2011 : Typik Hall - As You Like (Willy William remix)
- 2012 : Bel-Mondo - Un Beso (Willy William remix)
- 2012 : Bel-Mondo - Dale (Willy William remix)
- 2012 : Big Ali feat Lucenzo & Gramps Morgan - Bring Me Coconut (Willy William remix)
- 2012 : Collectif Métissé - Z Dance (Willy William remix)
- 2012 : Collectif Métissé - Destination Rio (Willy William remix)
- 2012 : Julia Channel - Forever in a day (Willy William remix)
- 2012 : Julia Channel - Free (Willy William remix)
- 2012 : Hallux Makenzo feat Marcus - Bara Bará Bere Berê (Willy William remix)
- 2013 : Jim-X feat DJ Fou - Le bordel (Willy William remix)
- 2013 : Lylloo & Matt Houston - Tu y yo (Willy William remix)
- 2013 : Major Lazer feat Amber Coffman - Get Free (Willy William remix)
- 2013 : Lylloo feat Egas - Melodia (Willy William remix)
- 2013 : Lylloo feat Jessy Matador - Echo (Willy William remix)
- 2013 : Daddy Yankee feat Big Ali - Lovumba (Willy William remix)
- 2014 : Dillon Francis & DJ Snake - Get Low (Willy William Moombahton remix)
- 2014 : Limeo - Boom boom (Willy William remix)
- 2014 : Collectif Métissé - Hey! Baby! (Willy William remix)
- 2014 : Corneille feat Laza Morgan - Wine & Bubble (Willy William remix)
- 2014 : FDV feat Jessy Matador & Makassy & Flavour - Ça va aller 2014 (Willy William remix)
- 2014 : Sihar - Spell (Willy William remix)
- 2014 : Twent & Colonel Reyel - Clubber (Willy William remix)
- 2014 : Collectif Métissé - Rendez-vous au Soleil (Willy William remix)
- 2015 : Kato & Safri Duo feat Björnskov - Dimitto (Let Go) (Willy William remix)
- 2015 : La Harissa - Olá Olá Hey! (Willy William edit)
- 2015 : Coxwell - Peter Pan (Neverland Willy William remix)
- 2015 : Collectif Métissé - C'est pas compliqué (Willy William remix)
- 2015 : Jim K - Les célibataires (Willy William remix)
- 2015 : Joya feat Edalam & La Harissa - Suis-moi (Willy William remix)
- 2015 : Lylloo - Loco (Willy William remix)
- 2015 : Lylloo - Momento (Willy William edit)
- 2016 : Willy William - Ego (Willy William remix)
- 2016 : Collectif Métissé - Ça nous rend fous (Willy William remix)
- 2016 : Amir - On dirait (Willy William remix)
- 2016 : Sandy Ground Factory feat L'Saï - Move ya body 2k16 (Willy William remix)
- 2018 : Rita Ora - Anywhere (Willy William remix)
- 2019 : Dayvi & Victor Cardenas feat Kelly Ruiz - Baila Conmigo (Willy William remix)
- 2019 : Collectif Métissé - Laisse-toi aller bébé 2019 (Willy William remix)